# Suisei no Gargantia
Suisei no Gargantia (翠星のガルガンティア, Suisei no Garugantia, Aquosa Gargantia) é um anime produzido pelo estúdio de animação Production I.G, roteirizado por Gen Urobuchi e dirigido por Kazuya Murata. O primeiro episódio foi ao ar em 7 de abril de 2013.

## Enredo
Num longínquo futuro, a Aliança Galáctica Humana têm lutado constantemente pela sua sobrevivência contra uma grotesca raça de seres conhecidos como “Hidiaasu”. Durante uma batalha intensa, Ledo e o seu mecha Chamber são engolidos por uma distorção no tempo e no espaço. Ao acordar do seu estado de hibernação artificialmente induzido. Ledo, percebe que chegou à Terra, um planeta completamente inundado. Onde as pessoas vivem em navios gigantes, recolhendo relíquias das profundezas dos oceanos. Ledo, chega a uma das frotas chamada Gargantia, onde é forçado a conviver com Amy, uma garota de 15 anos que trabalha como mensageira. Para Ledo, que está habituado a viver em guerra, estes dias de paz continuam a surpreendê-lo.

## Produção
Kazuya Murata relatou que desde criança ele sonha com cidades conectadas e flutuando sob o mar, e que sempre admirou oceanos e navios, nutrindo este sonho durantes decadas enquanto trabalhava no conceito da história. Seu sonho sai do papel no momento em que ele convida Gen Urobuchi para desenvolver o conceito desta história e criar o roteiro. Suisei no Gargantia é uma história sobre crescimento e mundos estranhos pelo ponto de vista de um adolescente que precisa aprender a lidar com todas as mudanças que o cercam. 

## Personagens
Ledo 

Ator de voz: Kaito Ishikawa

Ledo é o segundo-tenente da Aliança Galáctica da Humanidade. Suas habilidades de combate são magnificas, mas ele cresceu conhecendo nada mais do que a guerra. Como resultado, ele não é muito bom em expressar suas emoções, e muitas vezes é incompreendido. Durante o combate, ele é engolido por uma fenda no espaço-tempo e se torna um náufrago em um planeta remoto, a Terra, onde será resgatado de seu sono gelado, indo parar em Gargantia. Em meio a um ambiente desconhecido e uma língua que ele não entende, começa a se comunicar com o povo de Gargantia para sobreviver, e, lentamente, começa a perceber uma mudança em seu coração. Ele tem 16 anos.
Amy 

Ator de voz: Hisako Kanemoto

Amy é uma jovem mensageira em Gargantia. Ela é ativa, cheia de curiosidade, e sempre tem um sorriso no rosto. Enquanto cuida de Ledo depois que ele acorda do sono criogênico, ela começa a ficar muito interessada nele, e se voluntaria para ser sua guia em Gargantia.  Ela tem 15 anos.
Saaya 

Ator de voz: Ai Kayano

Saaya é uma mensageira, assim como Amy. Ela é amiga de Melty, e as três estão sempre juntas. Ela é tranquila, mas sempre se impõe quando se trata de dinheiro. Tanto homens quanto mulheres admiram sua figura fascinante. Ela tem 15 anos.
Melty 

Ator de voz: Kana Asumi

Melty é outra mensageira como Amy e Saaya. Ela é mais jovem do que as duas e dona de uma aparência infantil, então ela está sempre tentando se mostrar mais velha do que realmente é. Ela gosta de homens bonitos e histórias de romance, mas nunca se apaixonou. Seu sorriso malicioso é uma de suas características notáveis. Ela tem 14 anos.
Bellows

Ator de voz: Shizuka Itou

Bellows executa operações de salvamento focado em recuperar artefatos da civilização antiga do mar. Ela é a única que descobriu Red na Câmara no fundo do oceano e puxou-o para cima. Ela é excelente em operar o robô Yunboro, especializado em trabalhos pesados. Ela é a figura da irmã mais velha que cuida e é rigorosa quando se trata de trabalho, e os seus companheiros têm muita fé nela. Ela tem 18 anos.
Ridget

Ator de voz: Sayaka Ohara

Ridget serve como ajuda para Fairlock, capitão da frota Gargantia. Ela é calma, diligente, lógica, e tem um forte senso de responsabilidade. No entanto, isso também significa que ela é muito séria e rígida, fazendo com que muitos mantenham distância. Antes do falecimento de Farlock o posto de comandante é passado para ela. Ela tem 22 anos.
Pinion

Ator de voz: Katsuyuki Konishi

Pinion é um jovem que lida com manutenção e reparos em Gargantia. Ele se deixa levar facilmente, mas todo mundo confia em seu conhecimento e habilidades quando se trata de máquinas. Ele tem 20 anos.
Fairlock

Ator de voz: Hideaki Tezuka

Fairlock é o capitão que comanda a frota Gargantia. Ele é bem experiente, e sempre fica calmo, sempre colocando a segurança de sua frota acima de tudo.
Joe

Ator de voz: Yuuki Hayashi

Joe é um soldador jovem que se especializou na criação e manutenção dos anexos que mantêm os navios interligados.
Kugel

Ator de voz: Yuuki Ono

Kugel é um coronel tenente da Aliança Galáctica da Humanidade. Ele é um excelente soldado e assume o comando de batalhas contra o Hideauze. Ele é o superior de Ledo.

## Ligações Externas
- «Sítio oficial»